# Lecce (motorfiets)
Lecce is een historisch merk van motorfietsen.
De bedrijfsnaam was Otello Albanese, San Cesario di Lecce.
Dit was een Italiaans merk dat van 1930 tot1932 gemodificeerde 173 cc Moser-kopklepmotoren in eigen frames monteerde.